# Jeremiah Birkett
Jeremiah Birkett est un acteur américain.

## Filmographie

### Cinéma
- 1989 : Runaway Dreams : Bobby
- 1993 : Street Knight : Willy
- 1993 : CB4 : Malik
- 1995 : Crossing Guard : le petit-ami de Jefferey
- 1995 : Soldier Boyz : Jenkins
- 1995 : Bombmeister
- 1997 : L.A. Confidential : Ray Collins
- 1997 : Lena's Dreams : Johnny
- 1998 : Crossfire : Janitor
- 2001 : Early Bird Special : Officier Lewis
- 2001 : Maniacts : Jumpy
- 2003 : Péché immortel : Wayne
- 2007 : Evan tout-puissant : Ark Reporter
- 2008 : Mutant Vampire Zombies from the 'Hood! : Jack
- 2009 : Lo : Lo
- 2010 : Hard Breakers : Lavonne
- 2012 : Dust Up : Buzz
- 2016 : Medicine Men : Adam
- 2016 : Living Room Coffin : Père MacMahon

### Télévision
- 1990 : Working It Out : le messager (1 épisode)
- 1991 : MacGyver (saison 7, épisode 11 "Les mauvais garçons") : Maynard
- 1992 : Tequila et Bonetti (1 épisode)
- 1992 : Sauvés par le gong : Ken Kelly (1 épisode)
- 1992 : La Maison en folie : Ruffian (1 épisode)
- 1993 : Enquête privée : James Watson (1 épisode)
- 1994 : Le Rebelle : Sugar (1 épisode)
- 1994 : M.A.N.T.I.S. : Kid MG
- 1994 : L'As de la crime : Nigel Rollins (1 épisode)
- 1995 : A.J.'s Time Travelers : Pulse (33 épisodes)
- 1995 : Sherman Oaks : le docteur
- 1995 : Seinfeld : Jean-Paul (1 épisode)
- 1995-1998 : New York Police Blues : Kenny Sorell et Ricky Winston (2 épisodes)
- 1996 : Pacific Blue (1 épisode)
- 1997-1998 : Police Academy : Dean Tackleberry (26 épisodes)
- 2000 : Le Flic de Shanghaï : Chanon (1 épisode)
- 2000 : Le Dixième Royaume : Baraqué le troll (6 épisodes)
- 2001 : Philly : Reggie Conter (1 épisode)
- 2002 : Washington Police : Lionel Wheeler (1 épisode)
- 2002 : That '80s Show : D.J. (2 épisodes)
- 2002 : The Shield : Hooper (2 épisodes)
- 2004 : Method et Red : Dupree (13 épisodes)
- 2004 : Boston Justice : Warren Litch (1 épisode)
- 2004 : NIH : Alertes médicales : Raymond Jeter (1 épisode)
- 2005 : FBI : Portés disparus : Détective Barnett (1 épisode)
- 2005 : Wanted : Lionel Remy (1 épisode)
- 2005 : Les Experts : Miami : Johnny Nixon (2 épisodes)
- 2005 : Close to Home : Juste Cause : Roger (1 épisode)
- 2006 : Preuve à l'appui : Agent Winter (1 épisode)
- 2006 : Windfall : Des dollars tombés du ciel : Détective Sinclaire (5 épisodes)
- 2007 : Cold Case : Affaires classées : Toomey Nelson (1 épisode)
- 2007 : Heartland : Dr Damon Elder (1 épisode)
- 2007 : K-Ville : Carl Sanmartino (1 épisode)
- 2008 : Monk : Reggie (1 épisode)
- 2009 : Médium : le médecin (1 épisode)
- 2009 : Raising the Bar : Justice à Manhattan (1 épisode)
- 2009 : Bones : George Alano (1 épisode)
- 2009 : Ghost Whisperer : Nick Sexton (1 épisode)
- 2011 : Homeland : Calhoun (1 épisode)
- 2012 : Touch : Larry (1 épisode)
- 2012 : Person of Interest (1 épisode)
- 2013 : Deception : Ricky Bowen (1 épisode)
- 2013 : Grey's Anatomy : John McMurdo (1 épisode)
- 2014 : Modern Family : Fire Marshal (2 épisodes)
- 2014 : Masters of Sex : Everett (1 épisode)
- 2014 : Dallas : Isaiah Reed (1 épisode)
- 2014 : Les Experts : Willbur (1 épisode)
- 2015 : Esprits criminels : Julio Watson (1 épisode)
- 2016 : Night Shift : Harold (1 épisode)
- 2016 : Colony : Oliver (1 épisode)
- 2016 : Guide de survie d'un gamer : Bryan Colgate (1 épisode)
- 2019 : Marvel's Runaways : Londell Kendricks (1 épisode)